# Cát An, Hoa Liên

Vị trí tại Hoa Liên

Cát An (tiếng Trung: 吉安鄉; bính âm: Jí'ān Xiāng) là một hương (xã) của huyện Hoa Liên, tỉnh Đài Loan, Trung Hoa Dân Quốc (Đài Loan). Hương nằm gần thành phố Hoa Liên và phát triển kinh tế trên cả lĩnh vực nông nghiệp, công nghiệp và dịch vụ. Cát An có diện tích 65,2582 km², dân số vào tháng 8 năm 2011 là 80.263 người thuộc 29.433 hộ gia đình, mật độ cư trú đạt 1229,9 người/km²